# Na Dlouhé stráni
Na Dlouhé stráni je přírodní památka evidenční číslo 5750 na levém břehu Mšenského potoka asi 1,5 km severně od obce Mšené-lázně v okrese Litoměřice. Chráněné území s rozlohou 12,605 ha bylo vyhlášeno 14. srpna 2012. Důvodem jeho zřízení je ochrana evropsky významné lokality Natura 2000 s výskytem bělozářky liliovité (Anthericum liliago), hvězdnice zlatovlásku (Aster linosyris), kozince rakouského (Astragalus austriacus), kozince dánského (Astragalus danicus)a kozince vičencového (Astragalus onobrychis).